# (9297) Marchuk
(9297) Marchuk est un astéroïde de la ceinture principale.

## Description
(9297) Marchuk est un astéroïde de la ceinture principale. Il fut découvert le 25 juin 1984 à Naoutchnyï par Tamara Smirnova. Il présente une orbite caractérisée par un demi-grand axe de 2,69 UA, une excentricité de 0,15 et une inclinaison de 12,7° par rapport à l'écliptique.

## Compléments